# Muscadet
Il Muscadet è un vino bianco secco AOC che non prende il nome né dalla zona geografica di produzione né dal vitigno dalle cui uve viene prodotto. Infatti, viene vinificato principalmente nella Loire-Atlantique, a sud di Nantes, ma anche nel Maine e Loira e in Vandea su una superficie totale di 13.000 ettari. L'unico vitigno da cui viene prodotto è il Melon de Bourgogne. Il Muscadet è riconosciuto come vino AOC dal 1937.
Questo vino è disponibile con quattro diverse denominazioni: Muscadet, Muscadet-sèvre-et-maine, Muscadet-côtes-de-grandlieu e Muscadet-coteaux-de-la-loire. È un vino secco, leggermente effervescente e dagli aromi floreali e fruttati che viene prodotto con una tecnica particolare, l'affinamento sur lies: dopo la fermentazione, esso viene lasciato riposare sulle fecce fino all'imbottigliamento. Il Muscadet si abbina meravigliosamente ai frutti di mare.

## Storia

### Dall'Antichità al Rinascimento
La tradizione della viticoltura nella regione di produzione del Muscadet iniziò nel III secolo con un decreto dell'imperatore romano Probo che ordinò ai suoi soldati di piantare le prime vigne sul territorio.
Nel corso del Medioevo la viticoltura si sviluppò sotto l'impulso dei monaci delle abbazie Saint-Martin-de-Vertou et Saint-Philbert-de-Grand-Lieu del Pays nantais. Veniva prodotto, però, un vino acido che era imparagonabile dal punto di vista qualitativo ai “vini del nord” prodotti in Anjou (l'attuale dipartimento del Maine-et-Loire) e in Touraine.
Nel XVII secolo, il vigneto conobbe un forte sviluppo grazie ai sensali olandesi che compravano il vino prodotto nella zona per produrre l'alambicco. Inoltre, il vino del Pays nantais, se esportato dal porto di Nantes, era più economico dei vini del nord perché non era tassato. Infatti, fino alla Rivoluzione francese, la Bretagna faceva parte delle province dette straniere (assieme alla Guyenne, la Saintonge, il Languedoc, la Provence, il Dauphiné, il Lyonnais, la Flandre e l'Artois) e le tasse sulle merci, le cosiddette traites, erano imposte alle sole merci provenienti dai paesi al di là delle frontiere.

### Epoca moderna

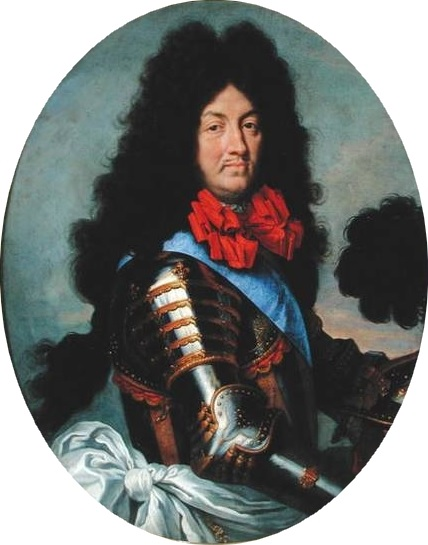
Sembra che Luigi XIV abbia ordinato l’impianto del Melon de Bourgogne dopo le gelate devastatrici del “Grande Inverno” del 1709.

Le origini esatte del Muscadet e la sua provenienza dalle uve del Melon de Bourgogne sono poco chiare. La parola Muscadet è attestata in un documento del paese di Gorges risalente al periodo seguente l'anno il 1635. 
Un domaine vicino a Nantes, il château de la Cassemichère, sostiene che i primi vitigni Melon de Bourgogne furono trasportati dalla Borgogna e piantati nel territorio nantese nel 1740.
Ciononostante, la maggior parte degli ampelografi sostengono che il vitigno Melon de Bourgogne fu introdotto nel Pays nantais nel XVIII secolo da alcuni commercianti olandesi.
Secondo Pierre Galet, un esperto francese di viticoltura, Luigi XIV ordinò l'impianto del Melon de Bourgogne dopo le gelate devastatrici del "Grande Inverno" del 1709. Infatti, il Melon de Bourgogne fu introdotto in questa regione viticola perché sembrava essere più resistente al freddo.

### Epoca contemporanea

#### XIX secolo
Alla fine del XIX secolo il vigneto nantese destinato alla produzione di Muscadet e il Gros plant furono colpiti dalla fillossera come la maggior parte dei vigneti francesi. Si tratta di un insetto importato accidentalmente dall’America verso il 1860 che divora le radici della vite e provoca la morte del ceppo. L’unico trattamento efficace contro questa malattia è l’innesto. Questa tecnica consiste nel fissare un nesto, il Melon de Bourgogne, in un portainnesto che, in questo caso, è una specie di vite americana immune al parassita. Nel 1889 nacquero i primi vivai viticoli, aree destinate alla produzione di piante di vite innestate. Poiché l'innesto è una tecnica di comprovata efficacia, viene insegnato nelle scuole.

#### XX secolo
La notorietà e la qualità del Muscadet negli anni è stata altalenante. Dopo esser stato considerato un vino semplice e omogeneo, ritornò in auge alla fine del XX secolo grazie alle nuove tecniche di vinificazione praticate dai viticoltori con lo scopo di apportargli più aromaticità, complessità e per renderlo un vino di qualità superiore. Per esempio, negli anni 80 si iniziarono a usare barrique in legno di quercia per la fermentazione in tino e per la fermentazione sulle fecce e negli anni 90 fu introdotta la tecnica della macerazione pre-fermentativa.

#### XXI secolo
Nel 2012, il sindaco di Nantes Jean-Marc Ayrault diventò Primo Ministro. Per risparmiare, fece sostituire lo Champagne con il Muscadet nel momento dei ricevimenti all'Hôtel Matignon. 

### Etimologia
Nel domaine de l'Oiselinière fu trovata una pergamena risalente al 1635 che cita l'esistenza della pianta “Muscadet”. La denominazione “Muscadet” è un'eccezione. Infatti, i vini AOC prendono solitamente il nome della loro regione di produzione o del vitigno dalle cui uve sono stati vinificati (quest'ultimo caso riguarda solo i vini d'Alsazia). Il termine sembra dovuto a una sua caratteristica aromatica: è, infatti, un vino che ha un gusto “muschiato”. Ciononostante, l'esperto di vini Tom Stevenson ha notato che il Muscadet è meno muschiato del vini derivati dal vitigno Moscato. Il Muscadet è anche conosciuto sotto il nome “Vin de Vallet” come testimonia il sedicesimo tomo del Giornale di agricoltura pratica del 1908:
“è molto probabile che i viaggiatori che visitano le città della Loira marittima, Nantes o Saint-Lazare, trovino molto frequentemente le seguenti insegne: “Al buon vino di Vallet” o “Alla notorietà del vino di Vallet”. Durante il pranzo, sicuramente l’avranno sentito nominare. Questo vino equivale al vino bianco dolce di Seyssel o alla Clairette de Die, cari ai lionesi, ma con qualcosa in più. Il vin de Vallet per la Bretagna e per i nantesi è una sorta di gloria nazionale. Senza meritare degli elogi ditirambici che assocerebbero il Vallet al Sauternes e ai vini bianchi di Bordeaux, questo vino è delicato, profumato e si lascia bere volentieri; ho conosciuto dei meridionali convinti della superiorità dei loro vini che si estasiavano davanti al bouquet di questo vino bretone; si meravigliavano ancora di più mentre attraversavano il territorio e constatavano che c’erano veramente i vigneti, molti vigneti, dalla costa di Pornic fino all’Anjou e anche sui pendii della Loira girati verso sud: il Sillon-de-Brétagne e le colline d’Ancenis. Questo vigneto, particolarmente denso a sud di Nantes, sulle due rive della Sèvre nantaise e fino al lac de Grand-Lieu e poi attorno ad esso, colpisce per un aspetto particolare, diverso dai vigneti del Sud-Ovest, del Centro e dell’Est: non si regge su pali. Ricorderebbe, per questo motivo, le coltivazioni del Languedoc e della Provenza se i filari non fossero così stretti. Tuttavia, in molte zone, i vignaioli stanno cominciando a direzionare le viti con il filo di ferro.”
Un regolamento emesso da Carlo VI nel 1415 menziona il commercio del Muscadet, scritto anche Musquadet:
«Et entant qu il touche les autres tavernes que il fault crier en ladicte ville tant de Garnache Malvoisie vin de Lieppe vin d'Osoye vin Bastart vin de Rosette vin de Muscadet comme tous autres vins estrangers lesdis crieurs auront pour les crier quatre solz parisis pource que ilz les crieront par tous les carrefours et es hostelz royaulz de ladicte ville de Paris. »
— Des crieurs de vins et de corps, Febbraio 1415. Regolamento generale della polizia per la giurisdizione del prevosto dei mercanti e del magistrato municipale di Parigi e per la creazione di molti uffici per la sorveglianza dei porti e dei mercati di Parigi(C.L.X., 257.)

## Situazione geografica

### Orografia

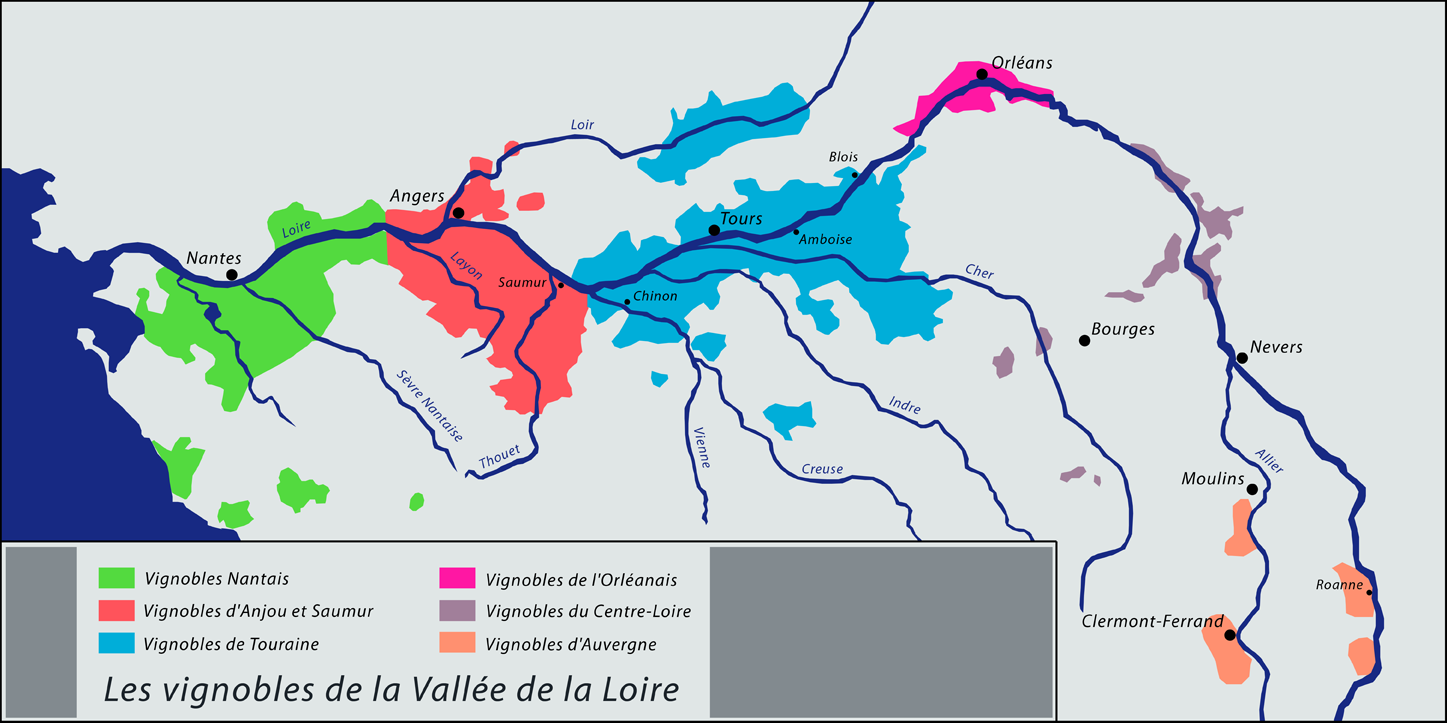
Vigneti della Valle della Loira

Il vigneto del Muscadet è coltivato in diversi terroir viticoli che si estendono dai dolci pendii situati lungo i fiumi alle colline solcate da valli e alle pianure fertili lungo l'estuario della Loira.

### Geologia
I terreni della valle della Loira appartengono a diverse ere geologiche: a nord-est, i terreni risalgono all'era ordoviciana e carbonifera e a sud-ovest delle formazioni metamorfiche precambriane e erciniche formano la depressione del lac de Grand Lieu. La zona a sud è ricoperta da una vasta placca costituita da depositi marini risalenti al Pliocene e da collinette sporadiche formatesi dai depositi oceanici.
Il Pays nantais è una zona molto umida e, fortunatamente, il suolo è molto drenante. I terreni primari sono sabbiosi, scistosi e granitici. Il suolo del Muscadet AOC è prevalentemente limaccioso e sabbioso. Il suolo del Muscadet-sèvre-et-maine, ricco di magnesio e di potassio, è costituito da argilla, ghiaia, e sabbia. Invece, il sottosuolo è costituito da gneiss, scisto, granito e pietra vulcanica. Il suolo del Muscadet-Coteaux-de-la-Loire è prevalentemente scistoso e quello del Muscadet-Côtes-de-Grandlieu è una miscela di granito e scisto. 

### Climatologia
La zona di produzione del Muscadet gode di un clima temperato oceanico influenzato dall’estuario della Loira e dall’assenza di rilievi montagnosi. Gli inverni sono dolci (min −5 °C / max 10 °C) e piovosi. Sebbene relativamente belle e miti (min 17 °C / max 35 °C), ogni anno le estati presentano per qualche giorno alti picchi di temperatura, la cosiddetta canicola. Durante l'anno le piogge sono frequenti ma poco intense. Le precipitazioni annuali si aggirano attorno agli 820 mm ma possono variare fortemente da un anno all'altro. Le nevicate sono un evento eccezionale.
Climatologia di Nantes nel periodo 1961 – 1990:
| Mese                                       | Gennaio | Febbraio | Marzo | Aprile | Maggio | Giugno | Luglio | Agosto | Settembre | Ottobre | Novembre | Dicembre | Anno  |
| ------------------------------------------ | ------- | -------- | ----- | ------ | ------ | ------ | ------ | ------ | --------- | ------- | -------- | -------- | ----- |
| Temperatura minima media (°C)              | 2,4     | 2,8      | 4     | 5,9    | 9      | 11,9   | 13,9   | 13,5   | 11,8      | 8,9     | 5,1      | 3        | 7,7   |
| Temperatura media (°C)                     | 5,4     | 6,2      | 8,1   | 10,4   | 13,6   | 16,9   | 19,1   | 18,7   | 16,8      | 13,1    | 8,6      | 6        | 11,9  |
| Temperatura massima media (°C)             | 8,4     | 9,6      | 12,2  | 14,9   | 18,2   | 21,9   | 24,4   | 24     | 21,8      | 17,3    | 12       | 9        | 16,1  |
| Esposizione al sole (h)                    | 72      | 99       | 148   | 187    | 211    | 239    | 267    | 239    | 191       | 140     | 91       | 70       | 1956  |
| Precipitazioni (mm)                        | 86,6    | 70,2     | 69,1  | 49,9   | 64,1   | 45     | 46,4   | 44,8   | 62,2      | 79,2    | 86,9     | 84,1     | 788,5 |
| Numero di giorni con precipitazioni        | 12,8    | 11       | 11,1  | 8,9    | 11     | 7,7    | 6,7    | 7      | 8,4       | 10,4    | 11,1     | 11,5     | 117,6 |
| Numero di giorni con precipitazioni ≥ 5 mm | 6,1     | 4,8      | 4,9   | 3,6    | 4,5    | 2,9    | 2,7    | 3,1    | 3,9       | 5       | 6,2      | 6,1      | 53,7  |
| Umidità relativa (%)                       | 88      | 84       | 80    | 77     | 78     | 76     | 75     | 76     | 80        | 86      | 88       | 89       | 81    |

Fonte: Dati 1961-1990

## Vigneto

### Presentazione
Le coltivazioni del Melon de Bourgogne AOC si estendono per 13.000 ettari; le uve vengono utilizzate per la sola vinificazione in bianco. I vigneti sono piantati principalmente a sud della Loire Atlantique e nei comuni di Vendée e Maine-et-Loire.
Quattro sono le denominazioni che identificano il Muscadet: il Muscadet a denominazione regionale o generica poi le tre sotto-denominazioni regionali: Muscadet-sèvre-et-maine, Muscadet-coteaux-de-la-Loire e Muscadet-côtes-de-grandlieu. Nel 2011 l'INAO (Institut national de l'origine et de la qualité-Istituto nazionale dell'origine e della qualità) riconobbe i primi tre cru comunali etichettati con l'espressione Mention communale (Le Pallet, Clisson et Gorges) la cui produzione sottostà a delle regole più severe delle altre denominazioni: 45 hl/ha al posto di 55, entrata in produzione del vigneto minimo 6 anni dopo l'impianto, durata di elevazione di più di 24 mesi in media.

#### Muscadet-sèvre-et-maine

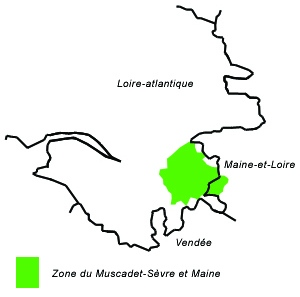
Zona della denominazione Muscadet-sèvre-et-maine

La denominazione Muscadet-sèvre-et-maine è la più prestigiosa e la più produttiva dato che la sua produzione rappresenta i due terzi della produzione totale del Muscadet. È, inoltre, la più produttiva di tutte le altre AOC della Valle della Loira. Questa denominazione, che copre la zona a sud-est di Nantes, trae il suo nome da due fiumi, la Sèvre nantaise e il Maine che irrigano il territorio chiamato “Vignoble nantais” il cui suolo è composto in maggioranza da granito e scisto, come quello nei dintorni di Saint-Fiacre-sur-Maine, e d'argilla come quello di Vallet. Circa il 45% di questo vino è vinificato sur lie, attraverso una particolare tecnica che gli dona una struttura detta perlant. È un vino ben strutturato dalle note fruttate che emana una sensazione d'acidità a causa del gas carbonico presente naturalmente nel vino.
Questa denominazione, definita da un decreto del 9 ottobre 1936, copre una superficie di 8.800 ha che si estende su 23 comuni. Annualmente, vengono prodotti 418.000 hl di vino. La resa media è di 55 hl/ha.
Hanno diritto a ricevere la denominazione Muscadet-sèvre-et-maine i vini prodotti con uve coltivate nei territori di:
- 21 comuni nella Loire Atlantique:

Aigrefeuille-sur-Maine, Basse-Goulaine, La Chapelle-Basse-Mer, La Chapelle-Heulin, Château-Thébaud, Clisson, Gorges, La Haie-Fouassière, Haute-Goulaine, Le Landreau, Le Loroux-Bottereau, Maisdon-sur-Sèvre, Monnières, Mouzillon, Le Pallet, La Regrippière, Saint-Fiacre-sur-Maine, Saint-Julien-de-Concelles, Saint-Lumine-de-Clisson, Vallet e Vertou;
- 2 comuni nel Maine-et-Loire:

Saint-Crespin-sur-Moine e Tillières;

#### Muscadet-côtes-de-grandlieu

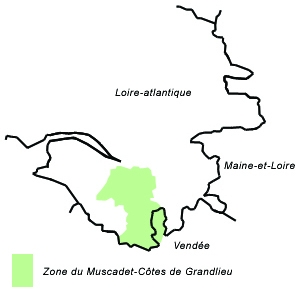
Zona della denominazione Muscadet-côtes-de-grandlieu (AOC)

Il Muscadet-côtes-de-grandlieu è definito da un decreto del 29 dicembre 1994. L'originalità di questo vino deriva dal microclima del lac de Grandlieu. I vigneti da cui viene prodotto si estendono su 19 comuni, di cui due sono situati in Vendée su una superficie di 300 ha. Annualmente vengono prodotti 10.5000 hl di vino. La resa media è di 55 hl/ha.
Hanno diritto a ricevere la denominazione Muscadet-côtes-de-grandlieu i vini prodotti con uve coltivate nei territori di:
- 17 comuni della Loire-Atlantique:

Bouaye, Bouguenais, Brains, La Chevrolière, Corcoué-sur-Logne, Legé, La Limouzinière, Pont-Saint-Martin, Port-Saint-Père, Saint-Aignan-de-Grand-Lieu, Saint-Colomban, Saint-Léger-les-Vignes, Saint-Lumine-de-Coutais, Saint-Mars-de-Coutais, Saint-Philbert-de-Grand-Lieu, Sainte-Pazanne e Touvois;
- 2 comuni della Vendée:

Rocheservière e Saint-Philbert-de-Bouaine.

#### Muscadet-coteaux-de-la-Loire

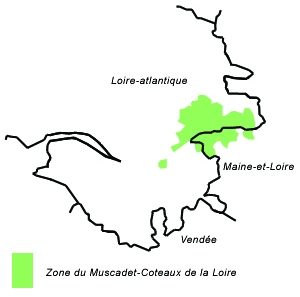
Zona della denominazione Muscadet-coteaux-de-la-Loire.

Il Muscadet-coteaux-de-la-Loire è definito da un decreto del 14 novembre 1936 e il vigneto da cui viene prodotto si estende su 24 comuni su una superficie di 200 ha. È un vino secco abbastanza strutturato, nervoso e che invecchia bene in bottiglia. All’anno ne vengono prodotti 11.900 ha. La resa media è di 55 hl/ha.
Hanno diritto a ricevere la denominazione Muscadet-côtes-de-grandlieu i vini prodotti con uve coltivate nei territori di :
- 16 comuni della Loire-Atlantique:

Ancenis, Anetz, Barbechat, Le Cellier, Couffé, Ligné, Mauves-sur-Loire, Mésanger, Mouzeil, Oudon, Saint-Géréon, Saint-Herblon, Saint-Sébastien-sur-Loire, Teillé, Thouaré-sur-Loire e Varades;
- 8 comuni del Maine-et-Loire:

Bouzillé, Champtoceaux, La Chapelle-Saint-Florent, Drain, Landemont, Liré, Saint-Florent-le-Vieil e La Varenne.

#### Muscadet

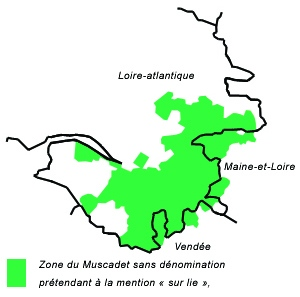
Muscadet che aspira ad essere classificato come sur lie.

Il Muscadet è definito da un decreto risalente al 1937. I vitigni da cui è ottenuto si estendono su 88 comuni su una superficie di 3.600 ha. Può essere prodotto ovunque. La sua, infatti, è la zona di denominazione più vasta. La sua produzione annuale è di circa 214.000 ha e la sua resa media è di 65 hl/ha.
Hanno diritto a ricevere la denominazione Muscadet i vini prodotti con uve coltivate nei territori di :
- 74 comuni della Loire-Atlantique:

Aigrefeuille-sur-Maine, Ancenis, Anetz, Barbechat, Basse-Goulaine, Carquefou, Le Cellier, La Chapelle-Basse-Mer, La Chapelle-Heulin, Château-Thébaud, Clisson, Couffé, Gorges, Haute-Goulaine, La Haie-Fouassière, Le Landreau, Ligné, Le Loroux-Bottereau, Maisdon-sur-Sèvre, Mauves-sur-Loire, Mésanger, Monnières, Mouzeil, Mouzillon, Oudon, Le Pallet, La Regrippière, Saint-Fiacre-sur-Maine, Saint-Géréon, Saint-Herblon, Saint-Julien-de-Concelles, Saint-Lumine-de-Clisson, Saint-Sébastien-sur-Loire, Teillé, Thouaré-sur-Loire, Vallet, Varades, Vertou, Le Bignon, La Boissière-du-Doré, Bouaye, Bouguenais, Bourgneuf-en-Retz, Brains, La Chevrolière, Corcoué-sur-Logne, Frossay, Geneston, Gétigné, Legé, La Limouzinière, Montbert, Le Pellerin, La Planche, Pont-Saint-Martin, Port-Saint-Père, la Remaudière, Remouillé, Rezé, Saint-Aignan-Grandlieu, Saint-Colomban, Sainte-Pazanne, Saint-Hilaire-de-Clisson, Saint-Léger-les-Vignes, Saint-Lumine-de-Coutais, Saint-Mars-de-Coutais, Saint-Philbert-de-Grand-Lieu, Les Sorinières, Touvois, Vieillevigne;
- 10 comuni del Maine-et-Loire:

Bouzillé, Champtoceaux, La Chapelle-Saint-Florent, Drain, Landemont, Liré, Saint-Crespin-sur-Moine, Saint-Florent-le-Vieil, Tillières, La Varenne;
4 comuni della Vendée:
Cugand, Rocheservière, Saint-Hilaire-de-Loulay, Saint-Philbert-de-Bouaine.

### Uvaggio

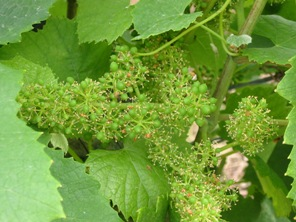
Un grappolo d’uva del Melon de Bourgogne in fiore.

Il Melon de Bourgogne è un vitigno poco produttivo e molto sensibile alla peronospora, una malattia crittogramica. Dev’essere, quindi, coltivato con cura. I giovani ceppi del Melon de Bourgogne vengono coltivati in vivaio poi innestati su un portainnesto americano prima di venire piantati nel suolo. Il sistema di potatura a Guyot, adattato al clima temperato e alla meccanizzazione del vigneto è il più utilizzato nel territorio di produzione del Muscadet. Il ceppo presenta una forma a Y.
Nel 1995, un viticoltore a Le Landreau, un comune situato nel dipartimento della Loire Atlantique, scoprì che una vite aveva prodotto delle uve dal colore rosato. Decise quindi di innestarne un ramo per verificare se si trattasse di una semplice eccezione o se fosse una mutazione genetica spontanea stabile del vitigno Melon de Bourgogne. Nel 2010 fu piantata una parcella sperimentale per riuscire ad omologare questo nuovo vitigno a cui fu dato il nome di Melon rouge o Melon de Bretagne.

### Metodi di coltivazione
Le viti devono essere piantate ad una densità minima di 6.500 piedi per ettaro. La distanza tra i filari dev'essere inferiore ad 1,5 m e quella tra i ceppi dev'essere compresa tra 0,9 e 1,2 m.
I periodi più critici per la viticoltura nelle zone del Muscadet sono le gelate invernali e primaverili e la minaccia della peronospora verso il periodo delle vendemmie. Tuttavia, il Melon de Bourgogne si è adattato facilmente a queste condizioni essendo resistente al gelo e alla maturità precoce. 

#### Lavoro manuale

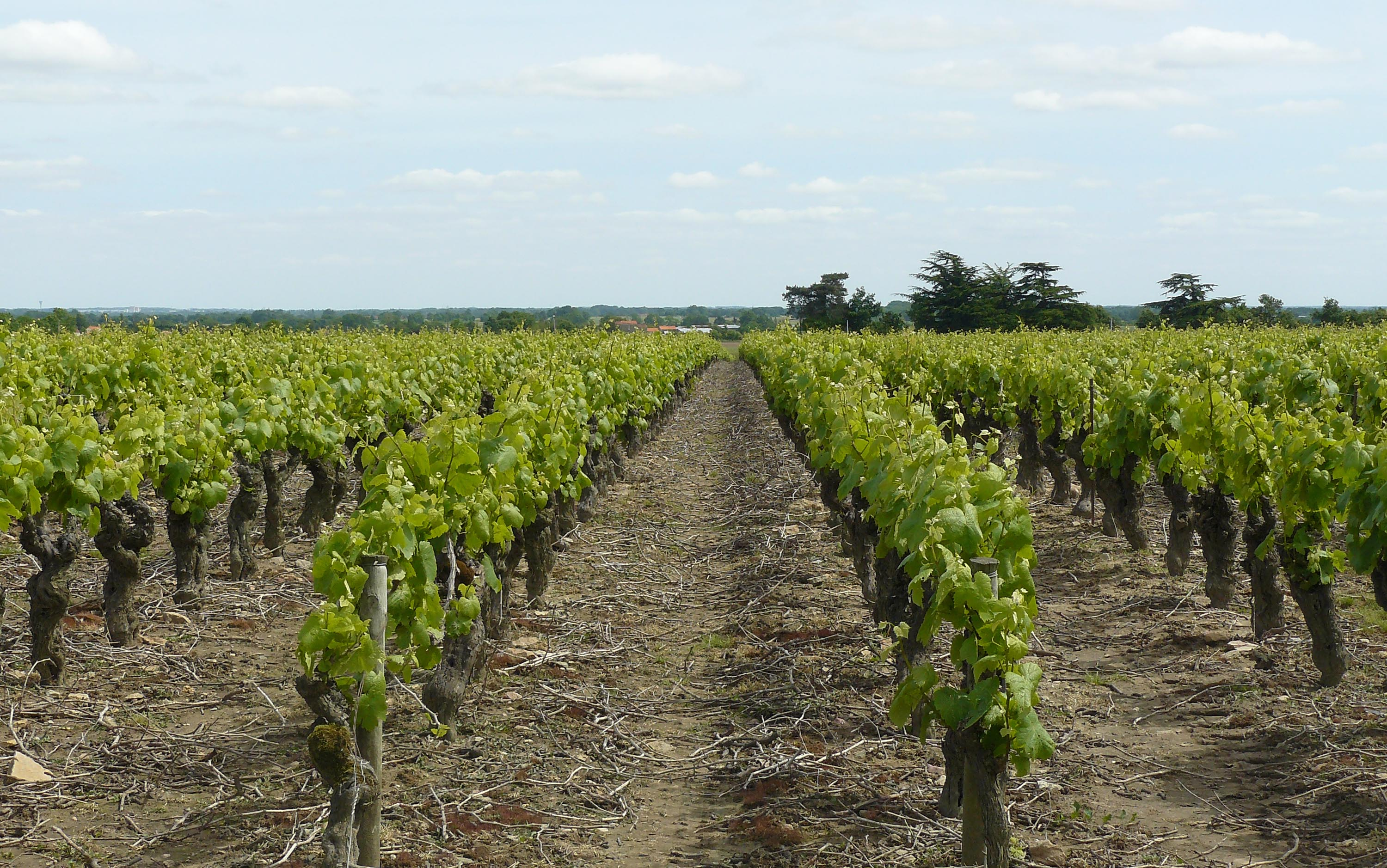
Vigneto del Muscadet a Remouillé.

Dopo la vendemmia, quando il vigneto ha perso tutte le foglie, inizia la potatura, di tipo guyot semplice: viene eliminata tutta la vegetazione, ad eccezione del capo a frutto, un tralcio vecchio di un anno portante da 5 a 8 gemme, e un piccolo sperone, un tralcio di dimensioni ridotte portante da 1 a 3 gemme che diventerà il nuovo capo a frutto dell'anno successivo. Dopo la potatura, i sarmenti tagliati vengono tagliati e bruciati oppure frantumati. In seguito, i capi a frutto vengono piegati. Eventualmente, vengono piantate nuove viti per rimpiazzare i ceppi morti. Nel momento in cui la vite comincia a germogliare può essere praticata la spollonatura che consiste nell'eliminazione di quei germogli, detti polloni, che si formano lungo il fusto di viti adulte perché esercitano un'azione competitiva nel confronti dei germogli presenti nei capi a frutto. Infine, nel momento in cui la vite è ben cresciuta inizia la fase del palizzamento. A questo punto, tutto è pronto per la vendemmia.

#### Lavoro meccanico
Il trattore scavallante viene utilizzato per la frantumazione dei sarmenti, per sistemare i buchi profondi, per l'aratura, per il diserbo, i trattamenti della vite, per la sfrondatura e per le vendemmie. Queste ultime, in particolare, vengono realizzate, se meccanicamente, con la vendemmiatrice.

### La raccolta
Le vendemmie vengono effettuate da metà settembre fino alla fine del mese anche se, recentemente, alcuni viticoltori hanno sperimentato le raccolte tardive che avvengono da alcuni giorni a due settimane più tardi. Il metodo tradizionale consiste nel vendemmiare presto per conservare l'acidità che è una delle caratteristiche chiavi del Muscadet. La raccolta è manuale o meccanica.
La resa del vigneto è di 65 hl/ha per il Muscadet classico. Il rendimento delle altre denominazioni è di 55 hl/ha.
Le uve destinate alla produzione dell'uva raccolta devono avere un titolo alcolometrico volumico naturale minimo del 9,0% vol. Sotto a questa soglia, l'uva non è considerata abbastanza matura.

#### Titolo alcolometrico volumico
Nella tabella sottostante sono descritti i titoli alcolometrici volumici (un tempo chiamati gradi del vino) minimi e massimi dei quattro Muscadet AOC che devono essere rispettati dai produttori per poter vendere i loro vini:
| AOC                           | Bianco  | Bianco   |
| ----------------------------- | ------- | -------- |
| Titolo alcolometrico volumico | Minimo  | Massimo  |
| Muscadet                      | 9% vol  | 12% vol  |
| Muscadet-sèvre-et-Maine       | 9 % vol | 12 % vol |
| Muscadet-coteaux-de-la-loire  | 9 % vol | 12 % vol |
| Muscadet-côtes-de-grandlieu   | 9 % vol | 12 % vol |

### Vinificazione e elevazione
Il Melon de Bourgogne, il vitigno utilizzato per produrre il Muscadet, è relativamente neutro. Le tecniche di vinificazione di questo vino hanno raggiunto un alto livello di complessità per adattarsi ai limiti organolettici di questa varietà e per conferire al vino prodotto più sapore e carattere.

#### Vinificazione
Le uve vengono trasferite nel torchio per la pressatura. Il mosto viene poi trasferito nel tino, viene praticato l'enzimaggio e poi la defecazione. Dopo 12-48 ore, il succo chiaro viene decantato e messo a fermentare. Il processo di fermentazione alcolica viene monitorato perché le temperature devono restare stabili tra i 18 e i 24 gradi. Se necessario, viene praticato anche lo zuccheraggio per aumentare il titolo alcolometrico volumico. Nel caso in cui non venga aggiunto zucchero, non vi sono limiti al titolo alcolometrico volumico in quanto è impossibile fissare dei limiti alla natura. La fermentazione malolattica ha luogo nei fusti o nei tini.

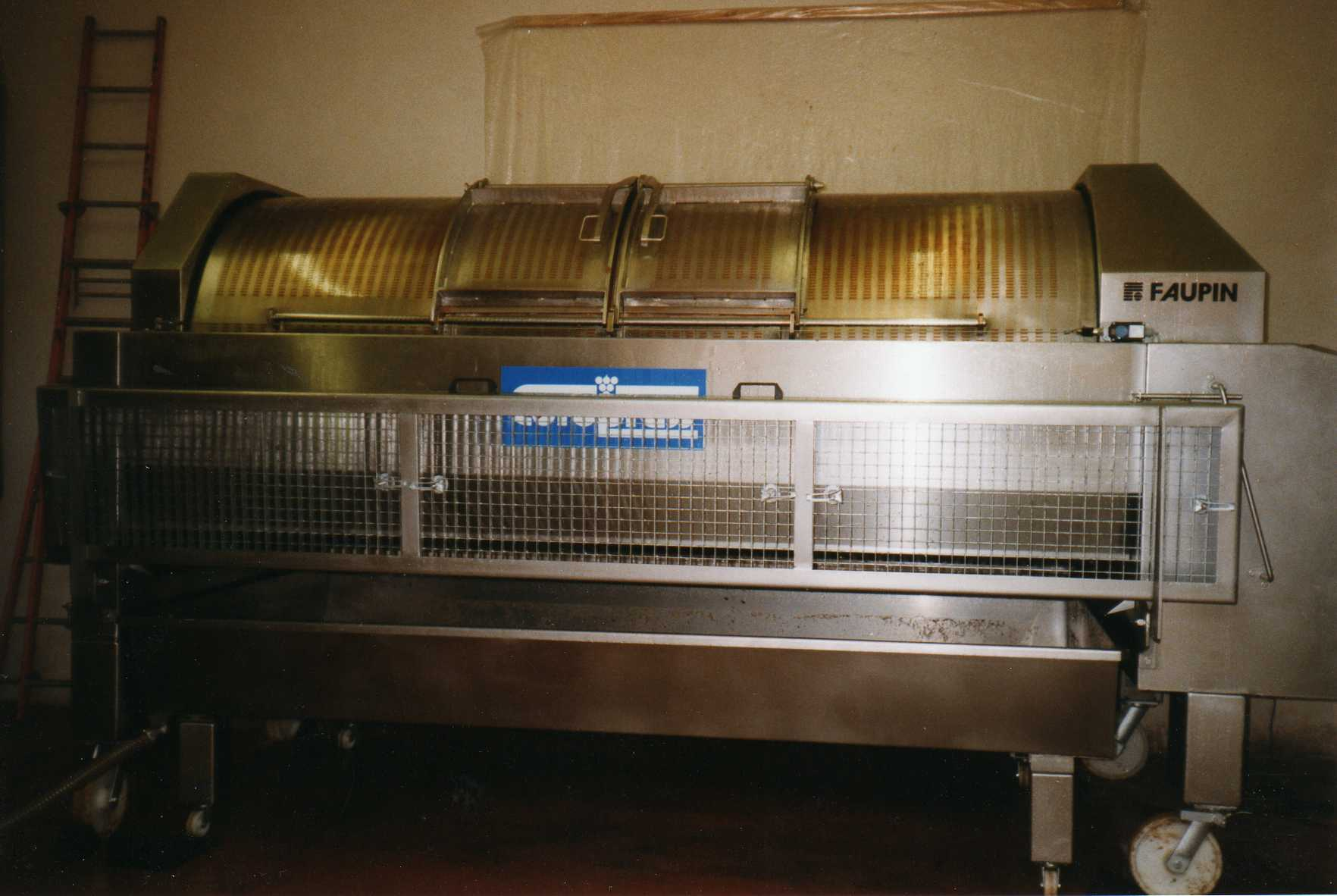
Pressa pneumatica destinata alla pigiatura.
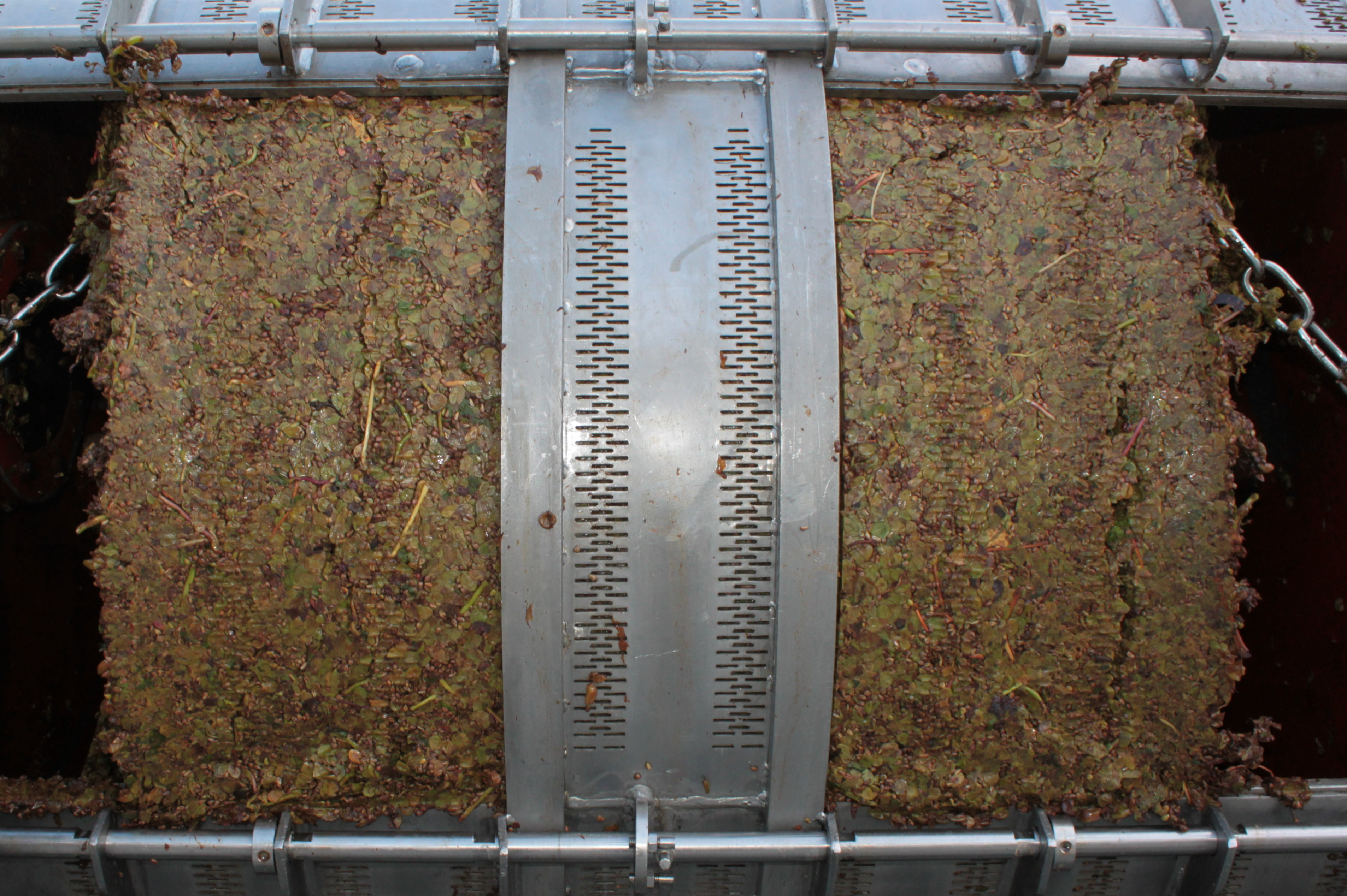
I raspi compatti: uva compressa senza il suo succo.
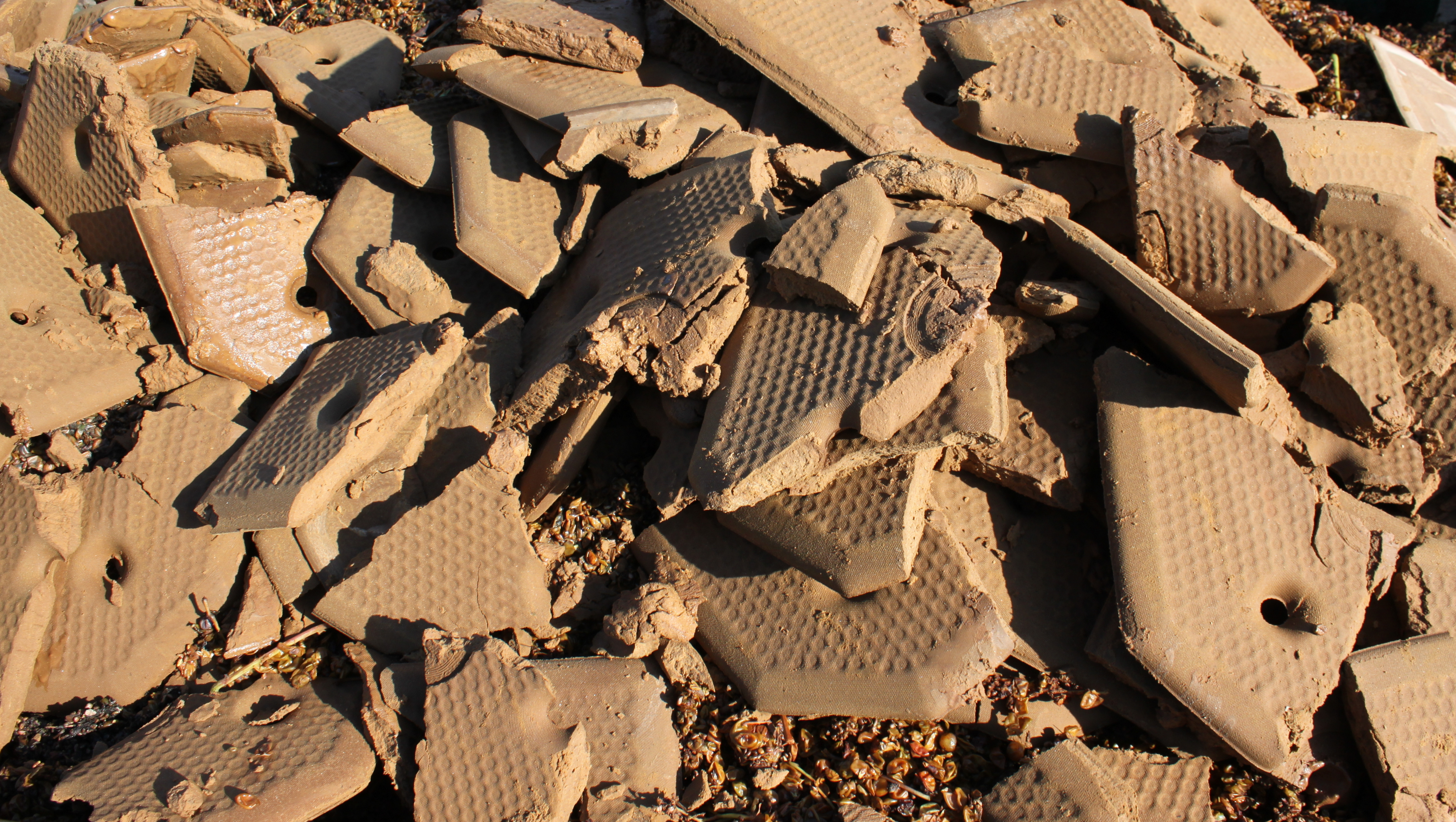
Farina fossile compressa, uscita da un filtro orizzontale dopo aver separato il succo dal cappello.

Le cinque fasi della vinificazione del Muscadet:

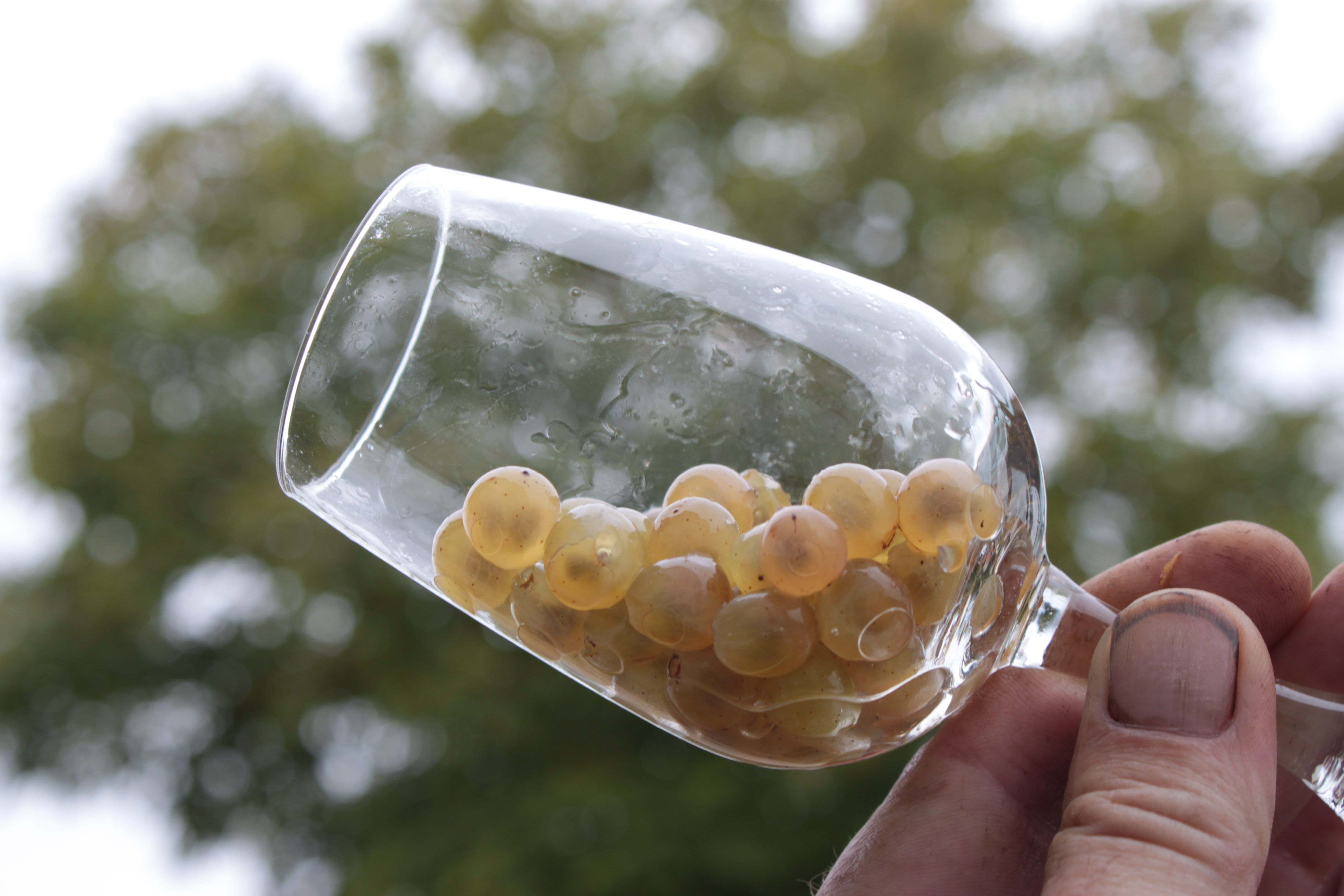
Prima fase: acini d’uva.
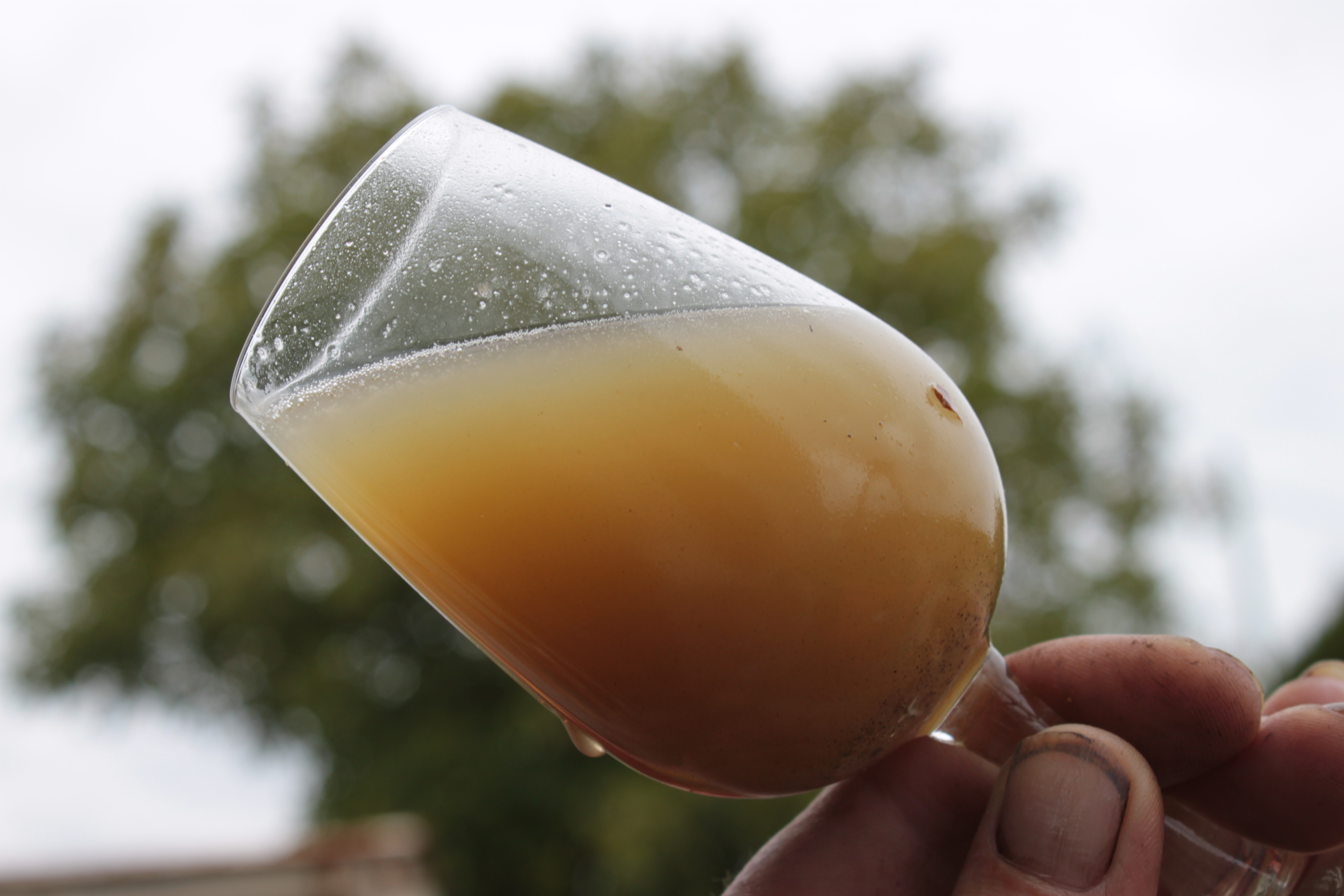
Seconda fase: succo d’uva.
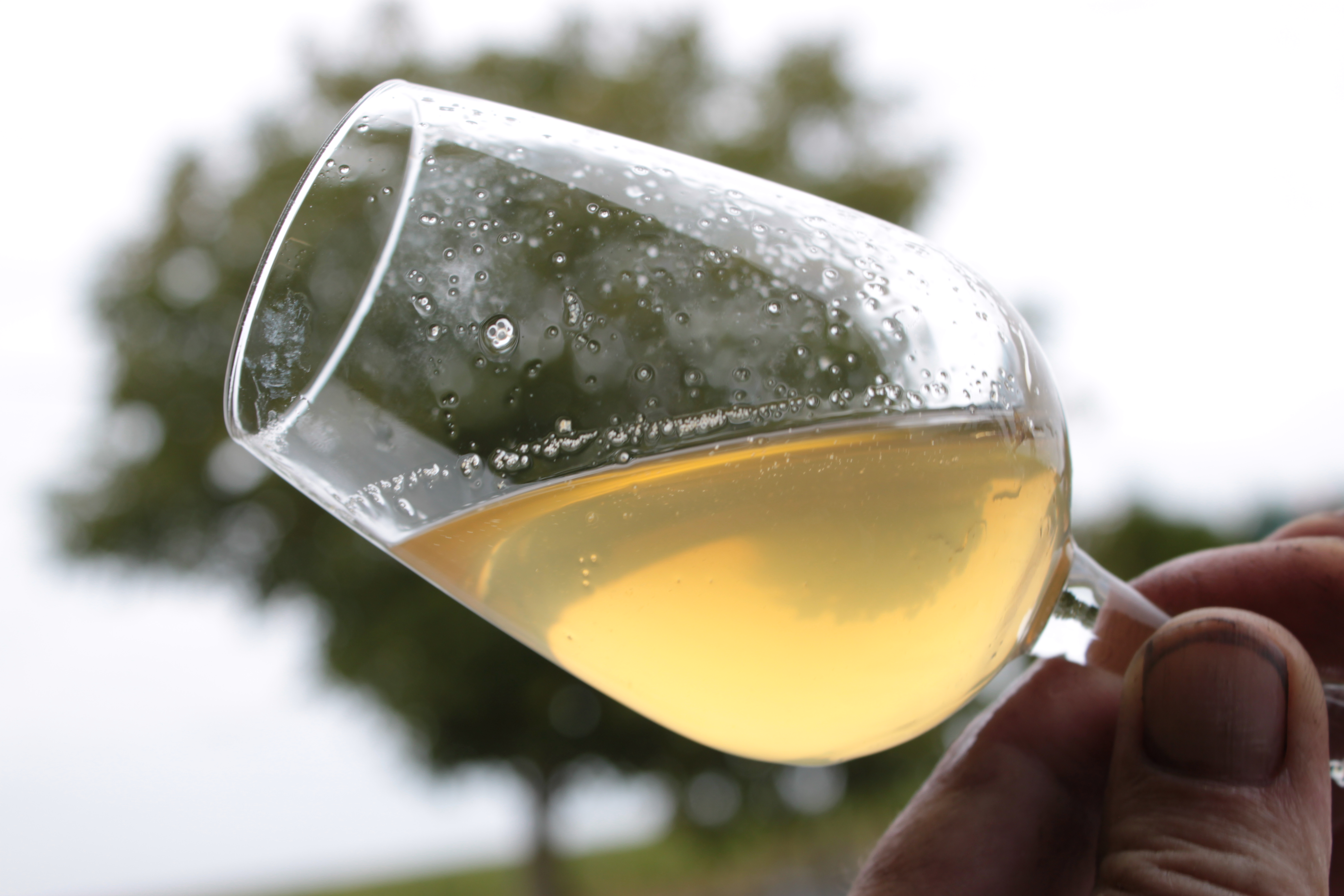
Terza fase: succo filtrato, non defecato.
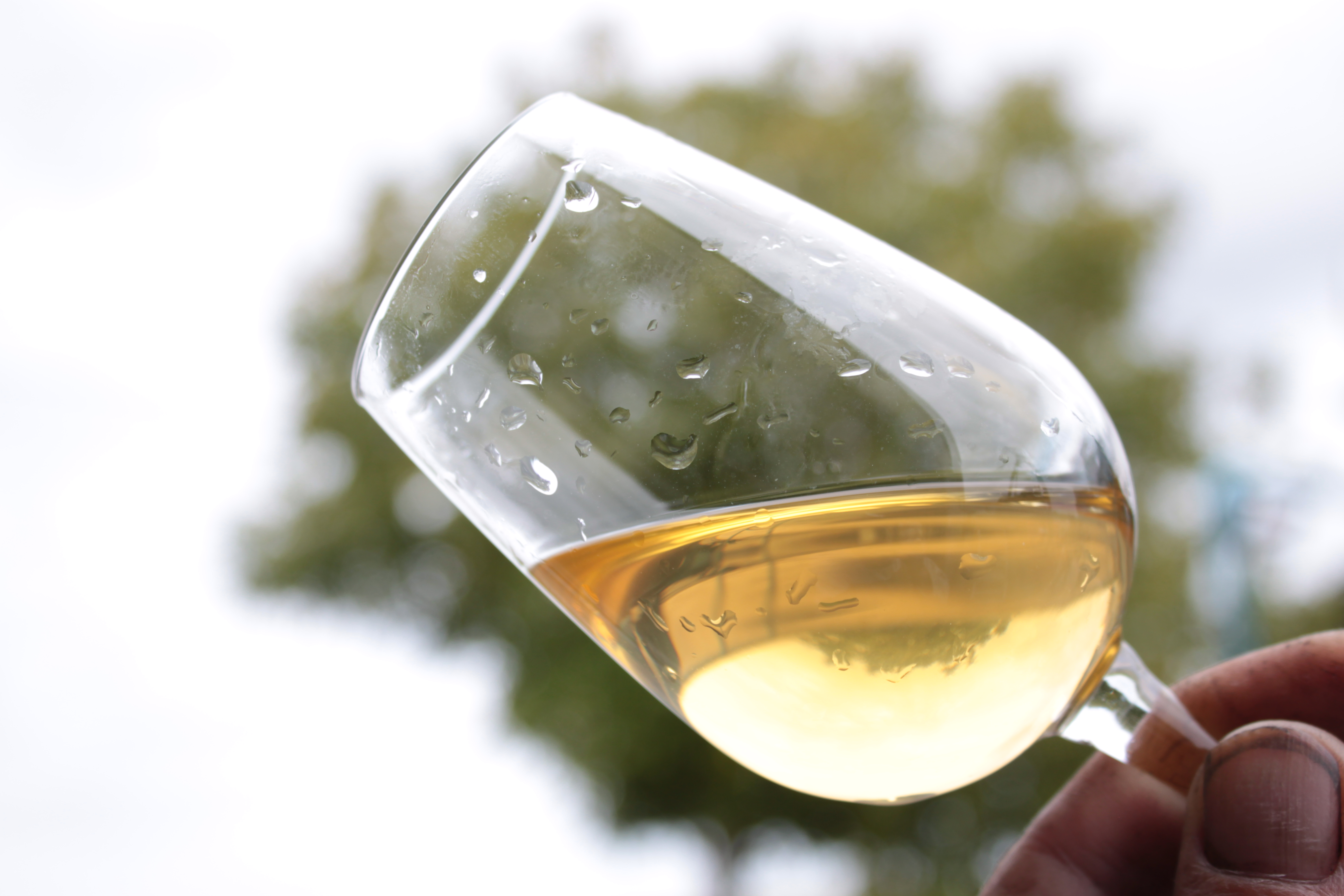
Quarta fase: succo filtrato a defecato.
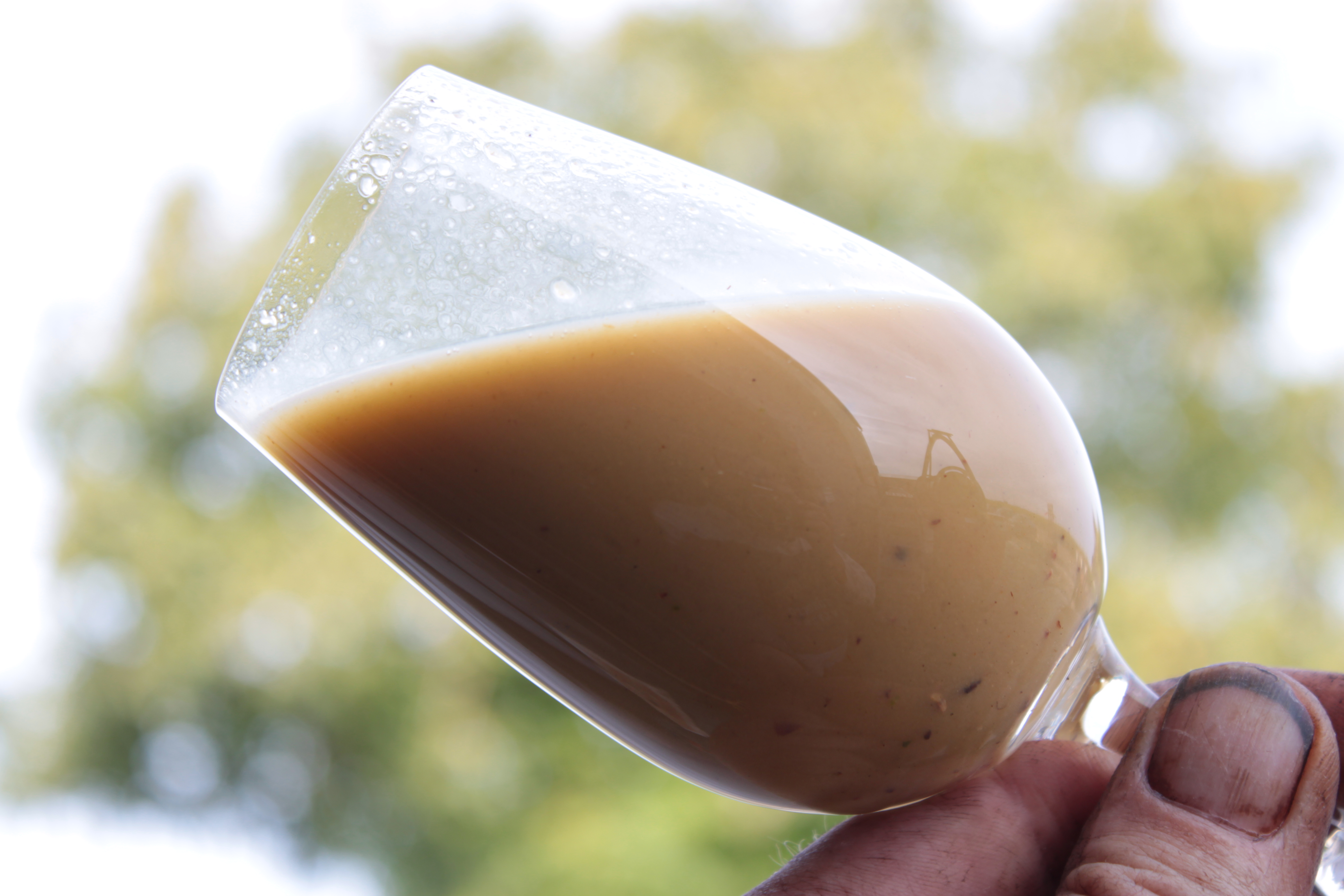
Quinta fase: cappello che sarà filtrato.

#### Affinamento sur lies

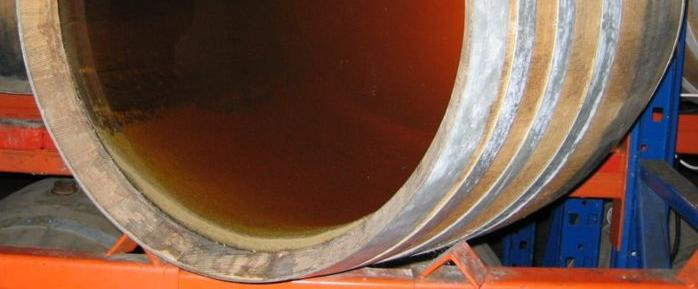
Sedimenti dei lieviti in una botte.

La tecnica più conosciuta è l'elevazione sur lies: il vino viene lasciato a contatto con le cellule morte dei lieviti, le fecce, depositatesi nel fondo. Questo procedimento fu scoperto quasi accidentalmente agli inizi del XX secolo perché i vignaioli del Pays nantais avevano l'abitudine di conservare la miglior botte della raccolta per festeggiare gli avvenimenti famigliari. Questa barrique di nozze conferiva al vino, conservato al suo interno senza essere decantato, un carattere particolare, più fresco al gusto e con un bouquet più completo.
L'espressione “sur lie” può venir aggiunta alla denominazione. In tal caso, i vini devono aver trascorso un solo inverno nei fusti o nel tino e si devono ancora trovare in compresenza con la fecce al momento dell'imbottigliamento, che si situa tra il 1º marzo e il 30 giugno e tra il 15 ottobre e il 30 novembre.
Alla fine del XX secolo molte tecniche di vinificazione del Muscadet conobbero un'ondata d'innovazione e di popolarizzazione. Nel corso degli anni 80, per la fermentazione, si preferivano usare le barrique in legno di quercia ai tini in acciaio inossidabile. Si diffuse anche il bâtonnage, una tecnica che consiste nello scuotimento del vino durante l'elevazione in legno, al fine di rimettere le fecce in sospensione.

#### Imbottigliamento
Il Muscadet viene imbottigliato, generalmente, nella primavera o nell'autunno seguente le vendemmie ma può essere anche venduto come vino novello, come il Beaujolais nouveau, a partire dal terzo giovedì di novembre.
Nel momento dell'imbottigliamento può essere presente ancora un po' di anidride carbonica, il che gli dona una leggera effervescenza rendendolo un vino perlant o perlé. Dopo lo zuccheraggio, il grado alcolico fissato dal decreto AOC non deve superare il 12%.
Il tipo di bottiglia per il Muscadet è derivato dalla bottiglia detta "borgognona" con le sue spalle fuggenti e la sua aria panciuta, ma è più elegante e più sottile. La scritta "Muscadet" è incisa nella parte bassa della bottiglia mentre l'espressione sur lie è incisa nella parte superiore se il vino è stato invecchiato sur lies.

### Struttura delle aziende agricole

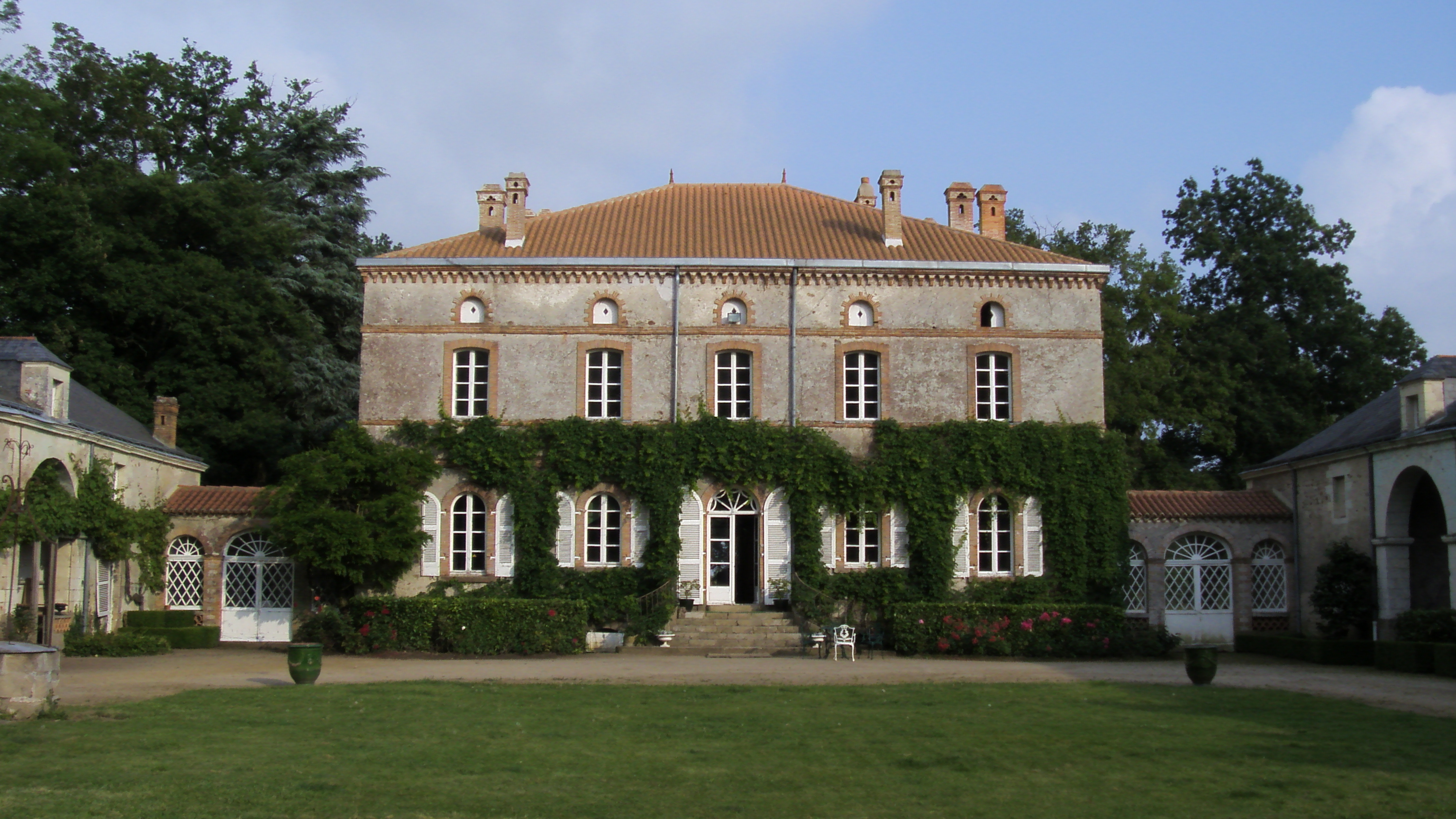
Château del domaine de l’Oiselinière, a Gorges.

L'attività viticola ha marcato l'architettura dell'habitat rurale. Nelle frazioni comunali, le case dei vignaioli si distinguevano per le loro scale esteriori di pietra protette da una pensilina. In passato, i domaine viticoli erano circondati da una cinta muraria. Queste particolarità rurali dei domaine viticoli del Pays nantais ricordano lo stile italianizzante in voga nella valle di Clisson agli inizi del XIX secolo.
Nei primi anni 90, l'attività viticola rappresentava il 10,6% del giro d'affari dell'agricoltura nella Loire-Atlantique. Il vigneto della Loire-Atlantique si estendeva su una superficie di 15.200 ha di produzione di cui 10.800 erano dedicati alla coltivazione di vitigni AOC (Il Muscadet AOC e l'AOVDQS Gros Plant). Tutto ciò lo rese il primo vigneto europeo di vini bianchi.
Le viti crescono soprattutto a sud della Loira e nella metà orientale del dipartimento. Negli anni 90 la vite era coltivata in quasi 1000 aziende agricole (le aziende agricole erano 7.549 di cui 5.250 a titolo professionale nella Loire-Atlantique e 27.000 in Bretagne), ma oggi meno di 700 dedicano lo loro attività principale alla viticoltura. Si stimano quasi 3000 lavoratori in questo settore, di cui 1000 salariati con posto fisso nell'ambito produttivo o commerciale. Nel 2007, il giro d'affari della viticoltura dipartimentale superava i 100 milioni d'euro,.
Nel 2009, i viticoltori erano:
- 810 di cui 711 vinificatori (con 697 cantine indipendenti, 3 cantine sociali, 11 negozianti) per il Muscadet;
- 764 di cui 668 vinificatori (con 651 cantine indipendenti, 4 cantine sociali e 13 negozianti) per il Muscadet-sèvre-et-maine;
- 58 di cui 47 vinificatori (con 43 cantine indipendenti, 2 cantine sociali e 2 negozianti) per il Muscadet-coteaux-de-la-Loire;
- 62 di cui 60 vinificatori (con 56 cantine indipendenti, 2 cantine sociali e due negozianti) per il Muscadet-côtes-de-grandlieu[24].

### Terroir e vini
Il Muscadet e le altre sotto-denominazioni sono vinificati in bianco secco a partire da un unico vitigno, il Melon, detto anche Melon de Bourgogne, Gamay de Bourgogne o Melon musqué. Nel vigneto nantese sono coltivati anche altri vitigni che, però, non hanno il diritto ad ottenere la denominazione Muscadet. Tra di essi figurano: la folle blanche, il cabernet franc, il gamay, il cabernet sauvignon, il pinot noir, lo chenin blanc, il pinot gris, il grolleau e la négrette. Tuttavia, possono beneficiare di altre denominazioni come la denominazione «VDQS» per i vini Coteaux-d'ancenis, Fiefs-vendéens o Gros-plant-du-pays-nantais.
Il Muscadet si contraddistingue per la sua leggera acidità, le sue note minerali e floreali allo stesso tempo e soprattutto per una leggera effervescenza che si percepisce nella punta della lingua, detta perlant, che lo rende un vino molto rinfrescante. 

### Gastronomia, temperatura di servizio e durata di conservazione

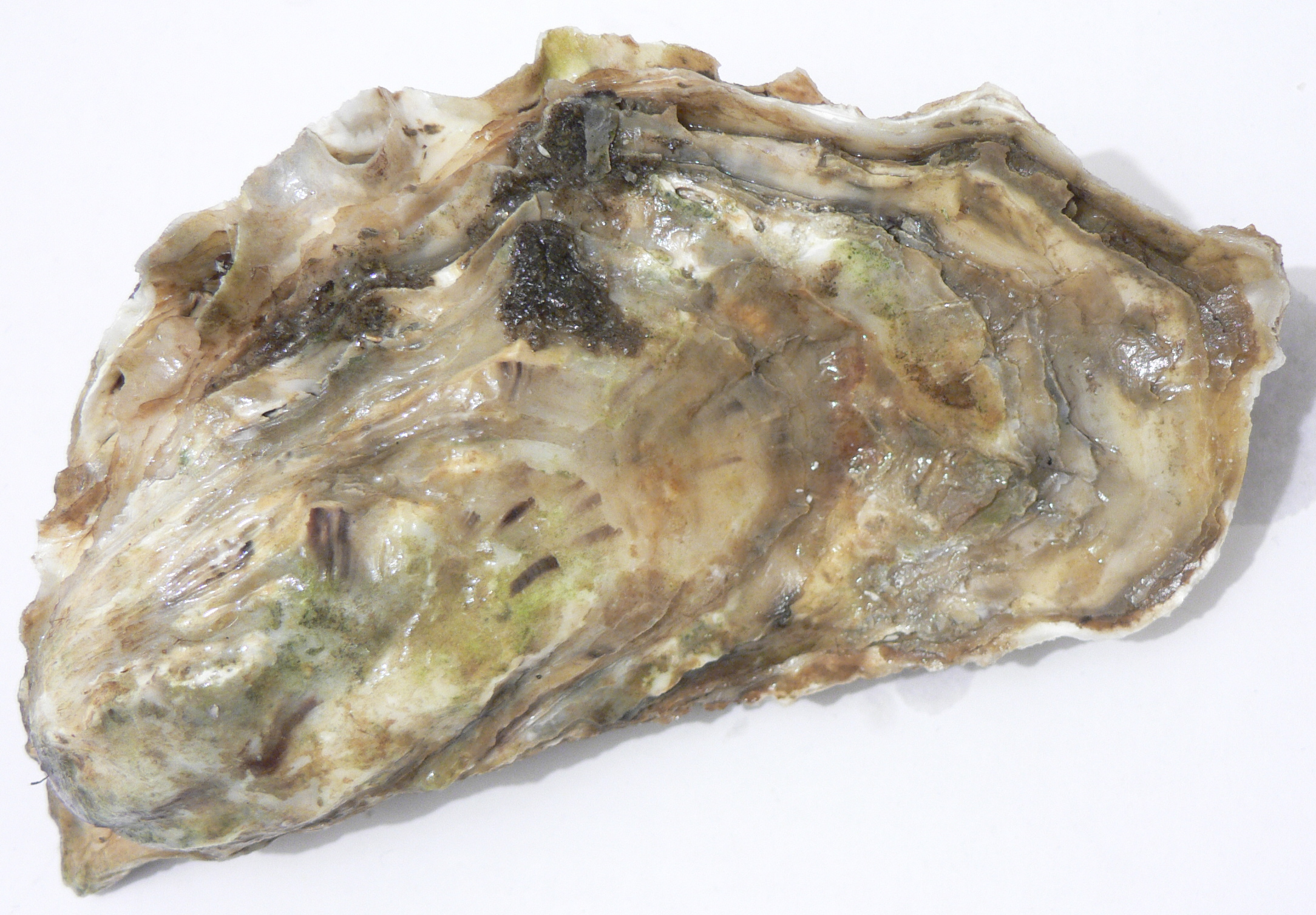
Il Muscadet si abbina meravigliosamente alle ostriche.

Il Muscadet si presta molto bene ad essere abbinato ai frutti di mare, le ostriche, i pesci in salsa, le sardine, gli sgombri al vino bianco, la maggior parte dei formaggi (in particolari i formaggi caprini della regione della Loira) e anche gli affettati (soprattutto con i millesimati più invecchiati: 2003 e 2005 che furono delle buone annate). Dev'essere servito ad una temperatura situata tra i 9 e gli 11 °C. La degustazione avviene generalmente tre anni dopo la vendemmia, ma i migliori vini delle migliori annate si possono conservare per più di un decennio.

### Millesimi del Muscadet
Con il termine “millesimo” s'intende l'annata della vendemmia. Qui sotto sono riportati i buoni e gli ottimi millesimi del Muscadet (in grassetto gli ottimi millesimi):
2009, 2008, 2006, 2005, 2004, 2003, 2002, 2001, 2000, 1997, 1996, 1990, 1989,46, N 3, 1985, 1984, 1982,47, N 4, 1979, 1976, 1975, 1971, 1969,47,48, N 5, 1964,47, N 6, 1959, 1957, 1955, 1952, 1949, 1947, 1945, N 7, 1943, 1933, 1921.
Con il termine “millesimo” s'intende l'annata della vendemmia. Qui sotto sono riportati i buoni e gli ottimi millesimi del Muscadet (in grassetto gli ottimi millesimi):
2009, 2008, 2006, 2005, 2004, 2003, 2002, 2001, 2000, 1997, 1996, 1990, 1989, 1985, 1984, 1982, 1979, 1976, 1975, 1971, 1969, 1964, 1959, 1957, 1955, 1952, 1949, 1947, 1945, 1943, 1933, 1921.

## Commercializzazione e promozione

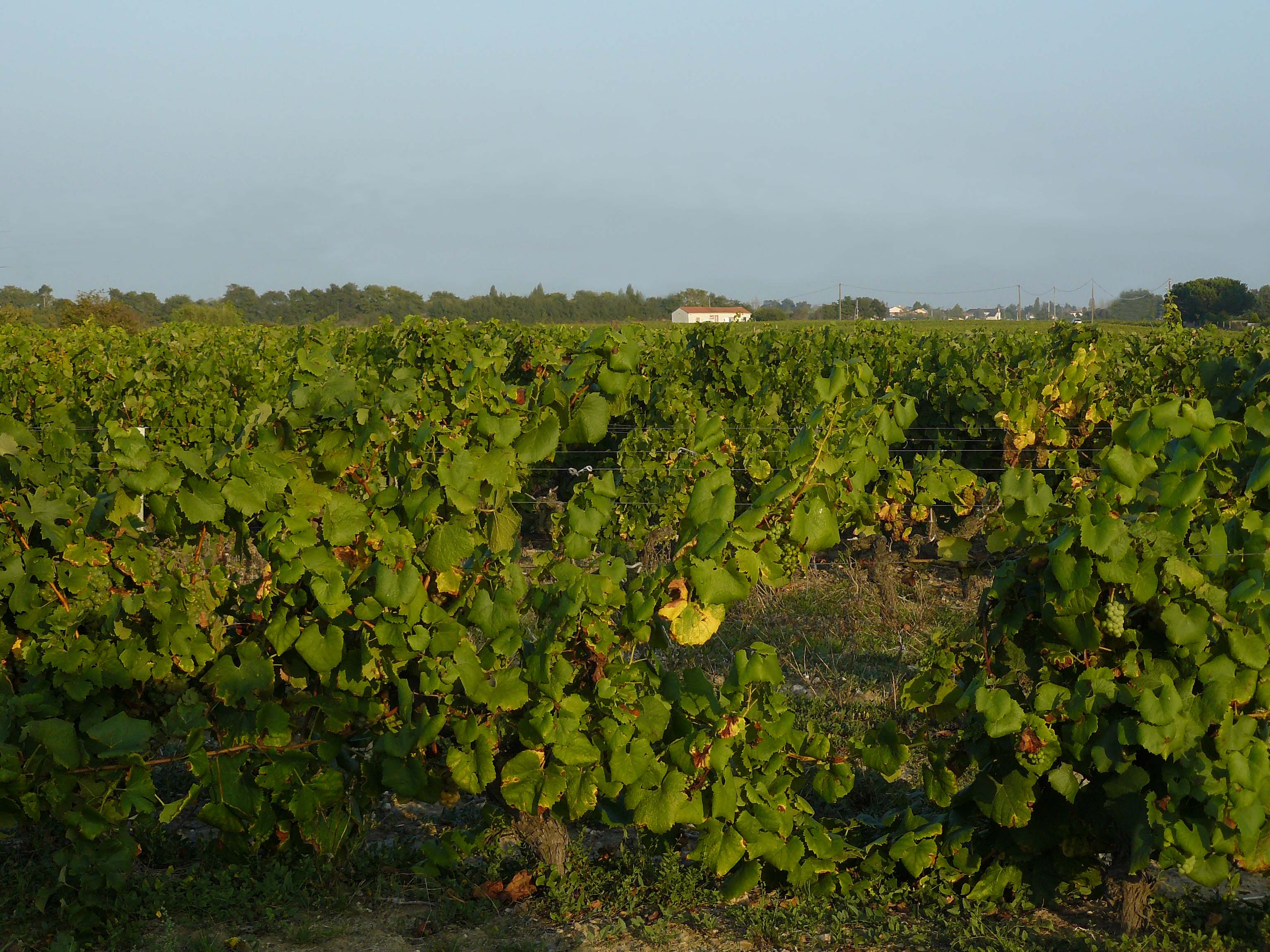
Muscadet-côtes-de-grandlieu (AOC) «Coteaux d'Herbauge» a Pont-Saint-Martin.

Il Muscadet, e più in generale il vigneto nantese, sono membri dell'organismo interprofessionale «Interloire» che raggruppa l'insieme dei viticoltori della regione della Loira e che ha come obiettivo la promozione dei vini AOC di questo territorio. Interloire rappresenta 46 denominazioni situate da Nantes a Blois. Nelle fiere del vino in Francia e all'estero, il Muscadet è una parte avvincente dell'organismo assieme ai vini d'Anjou, Saumur e Touraine.
Verso il 2000, nella regione del Muscadet c'erano 2500 vigneti coltivati in piccoli appezzamenti di terreno da vignaioli indipendenti che o vendevano loro stessi il proprio vino o vendevano le loro uve a commercianti di vino che effettuavano il processo di vinificazione e di imbottigliamento per conto proprio.
Per promuovere i vini della Loira, quindi anche il Muscadet, la “Maison des vins de Loire” di Nantes, gestita dall’Interloire, propone la degustazione e la vendita dei vini e dei corsi d’enologia. A Vallet, essa promuove e propone la vendita del Muscadet vinificato da produttori indipendenti della zona. A Pallet, inoltre, è presente il “Musée du Vignoble nantais” che descrive attraverso degli oggetti la storia e l’evoluzione del vigneto nantese.

## L'identità dei vini del vigneto nantese

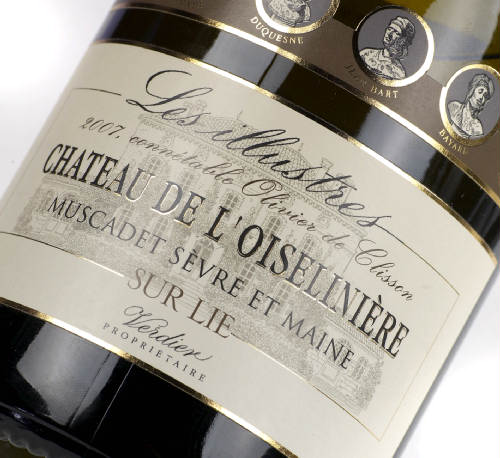
Muscadet-Sèvre-et-Maine del domaine de l’Oiselinière.

L'identità bretone dei vini di Nantes esiste grazie a:
- L'azione della “confraternita bacchica” dei cavalieri Bretvins il cui obiettivo è celebrare statutariamente “i prodotti nantesi e la cultura della Haute Bretagne” (Pays nantais)[54];
- Il riferimento alla Bretagna in alcune etichette di vini: la cartina della Bretagna con i cinque département, la carta della regione di Bretagna, l'ermellino sull'etichetta principale (simbolo di Nantes)[55][56];
- La campagna sul tema “Il Muscadet, il più bretone dei vini”, ad opera del Comitato Interprofessionale dei vini di Nantes che ricorda, nella targhette, che il castello dei duchi di Bretagna è situato a Nantes[57];
- Il riferimento al crocevia fra tre province Poitu, Bretagne e Anjou nell'etichetta di alcuni vini prodotti a Clisson.

L'appartenenza geografica dei vini del Pays nantais è problematica a causa di un contesto istituzionale complicato. La Bretagna, infatti, nonostante sia una regione dal punto di vista storico e culturale, è divisa al suo interno in regioni amministrative diverse e non corrispondenti. Ciononostante, alcuni commercianti e una cooperativa viticola nantese hanno aderito al marchio collettivo “Produit en Brétagne”. Così facendo, molti Muscadet e Gros Plant vengono venduti come vini bretoni e acquisiscono valore nelle operazioni di comunicazione commerciale dedicate ai prodotto bretoni della grande distribuzione. Inoltre, molti gruppi professionali, associativi e sindacati viticoli e enologici nantesi si danno da fare per valorizzare l'identità bretone dei loro vini per più motivi: l'attaccamento culturale, la fedeltà all'identità del territorio e alla gastronomia bretone e l'attaccamento commerciale al resto della Bretagna (detto diaspora) e ai paesi celtici.

## Nella cultura di massa
Nel cartone animato “Le Chat” di Philippe Geluck, si vede spesso il gatto appoggiato al bancone di un bar dicendo: “Roger! Un Muscadet!”